# Flachzahn-Spiralhornbiene
Die Flachzahn-Spiralhornbiene (Systropha planidens) ist eine Bienenart aus der Familie der Halictidae und Gattung der Spiralhornbienen (Systropha).

## Merkmale
Die Art ist schwarz gefärbt mit sparsamer grauer Behaarung, nur die Hinterleibstergite der Weibchen sind seitlich dicht behaart. Sie ist mit einer Größe von 1 cm oder darüber etwas größer als Systropha curvicornis, die andere mitteleuropäische Art der Spiralhornbienen. Weitere Unterschiede sind beim Weibchen der komplett graubraun behaarte Hinterleib und das nicht wesentlich verlängerte zweite Glied der Fühlergeißel. Das Männchen besitzt am zweiten Bauchsegment auf beiden Seiten jeweils einen großen, an der Spitze flachgedrückten Zahn, auf den sich der Name der Art bezieht (planus: flach, dens: Zahn). Das siebte Rückensegment ist verlängert und nicht ausgeschnitten.

## Verbreitung
Systropha planidens bildet zwei Unterarten, das Verbreitungsgebiet der Nominatform reicht von Deutschland bis zum südlichen Ural, umfasst dabei auch den Balkan und Griechenland, wo sie sehr häufig auftritt. Die westliche Unterart Systropha planidens grandimargo lebt in Spanien und Südfrankreich. In Deutschland kommt sie nur im Süden vor, an wenigen Fundorten in Rheinland-Pfalz, Baden-Württemberg, Hessen und Bayern. Der nördlichste Fundort liegt in der Nähe von Frankfurt (Großkarben). Im Osten Deutschlands fehlt diese Art und tritt erst wieder in Ostpolen auf.

## Lebensweise
Die Art ist auf die Blüten von Windengewächsen als Pollenquelle spezialisiert (oligolektisch). Hauptpollenquelle in Mitteleuropa ist die Ackerwinde. Sie nistet in selbstgegrabenen Erdhöhlen. Das Nest besteht aus einem Hauptgang, der bis 50 Zentimeter Tiefe erreicht, und davon abgehenden, kurzen Seitengängen mit jeweils einer Brutzelle; insgesamt fünf bis acht Zellen. Nach der Fertigstellung, der Proviantierung und Eiablage wird der Seitengang mit Erde aufgefüllt. Die Art nistet oft gesellig. Die Flugzeit reicht von Mitte Juni bis Ende Juli, wobei die Männchen deutlich (etwa zwei Wochen) vor den Weibchen erscheinen. Es gibt nur eine Generation pro Jahr. Überwinterungsstadium ist die Larve.
Bei der Art lebt die Kuckucksbiene Biastes brevicornis.

## Lebensraum
In Mitteleuropa ist Systropha planidens nur in Wärmegebieten zu finden, sie benötigt aber im Gegensatz zu Systropha curvicornis keine größeren vegetationsfreien Flächen, oft reicht ein unbefestigter Feldweg zur Nestanlage aus. Die Nester werden meist am Wegrand oder in Böschungen in verdichtetem Boden angelegt. Größere, stabile Populationen können sich nur dort entwickeln, wo Feldfluren und Weinberge von einem Netz unbefestigter Wege durchzogen sind und Ackerwinden als Pollenquelle in ausreichender Menge wachsen. Hauptbedrohung für diese Art ist in Deutschland die Intensivierung der Landwirtschaft mit Asphaltierung von Wegen und Herbizideinsatz.